# Валиев, Радик Юрьевич
Радик Юрьевич Валиев (род. 18 июня 1997, Владикавказ) — российский борец вольного стиля, призёр первенства мира среди кадетов, бронзовый призёр чемпионата мира 2021 года, призёр первенства мира среди молодёжи, чемпион Европы среди молодёжи, победитель и призёр всероссийских и международных турниров, призёр чемпионатов России, призёр Кубка мира, мастер спорта России. Выступал в весовых категориях до 70-86 кг. Его наставниками были Т. Хугаев, Ц. Р. Тибилов, Г. Ш. Беришвили. Представляет клуб ЦСК ВВС (Владикавказ). С 2016 года является членом сборной команды России по борьбе.
В 2021 году на чемпионате мира, который проходил в октябре в норвежской столице, стал бронзовым призёром в весовой категории до 79 кг. В четвертьфинале уступил американскому борцу Джордану Барроузу.

## Спортивные результаты
- Первенство мира среди кадетов 2014 года — ;
- Первенство России среди кадетов 2014 года — ;
- Чемпионат России по вольной борьбе 2016 года — ;
- Кубок Мира по Вольной Борьбе 2016 года —
- Первенство России среди молодёжи 2017 года —  ;
- Мемориал Ивана Ярыгина 2017 года — ;
- Турнир Дмитрия Коркина 2017 года — ;
- Мемориал Ивана Ярыгина 2018 года — ;
- Кубок президента Бурятии 2018 года — ;
- Первенство Европы среди молодёжи 2018 года — ;
- Турнир Владимира Семёнова 2018 года — ;
- Первенство Европы среди молодёжи 2019 года -;
- Кубок президента Бурятии 2019 года — ;
- Первенство мира среди молодёжи 2019 года — ;
- Турнир «Аланы» 2019 года — ;
- Чемпионат России по вольной борьбе 2021 года — ;
- Чемпионат мира по борьбе 2021 года — .
- Чемпионат России по вольной борьбе 2022 года — ;